# 군위 방씨
군위 방씨(軍威方氏)는 대구광역시 군위군을 본관으로 하는 한국의 성씨이다. 고려에서 태사성을 지낸 방적이 왜적 토벌의 공을 세워 군위군에 봉해지고 군위에 정착하면서 온양 방씨에서 분관했다.

## 참고 자료
- “군위방씨(軍威方氏)”. 뿌리를 찾아서.[깨진 링크(과거 내용 찾기)]
- 박소희. “군위방씨”. 대구역사문화대전.
- 윤정식. “군위방씨”. 디지털성주문화대전.